# Antiopa (córka Nikteusza)

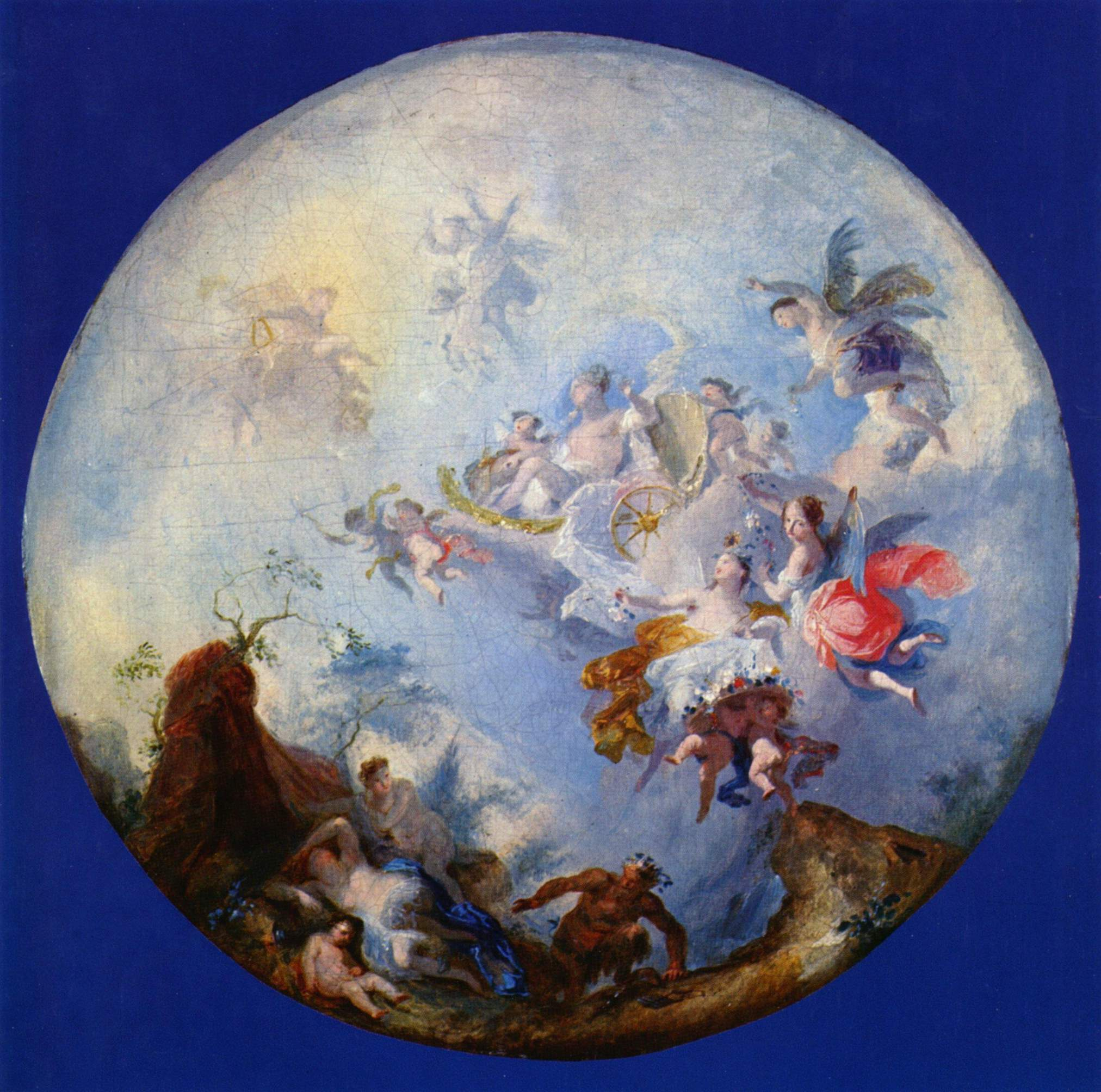
Franz Anton Maulbertsch, Jowisz i Antiope (1780)

Antiopa (także Antiope, gr. Ἀντιόπη Antiópē, łac. Antiope) – w mitologii greckiej kochanka Zeusa, dziewczyna wyjątkowej urody.
Uchodziła za córkę Nikteusza (lub boga rzeki Asoposa). Była tak przecudnej urody, że zachwycił się nią sam Zeus, który pod postacią kozłonogiego satyra porwał ją i uniósł do chatki pasterskiej w puszczy. Z tego związku urodziły bliźnięta: Amfion i Zetos. Po sześciu latach Zeus ją opuścił. Wróciła do swego miasta, lecz umierający ojciec kazał swemu bratu Likosowi zabić swą córkę. Likos nie mógł jednak spełnić prośby swego brata i ujęty pięknością i smutkiem darował jej życie i oddał ją jako niewolnicę swej żonie Dirke. Ta jednak wtrąciła ją do lochu. Spędziwszy tam wiele lat Antiopa utraciła swą piękność. Zeus nie zapomniał jednak o swej ukochanej. Napełnił ją dawną siłą i uwolnił z lochu. Udało jej się dobiec do chaty w lesie, gdzie spotkała swych dorosłych synów, którzy postanawiają pomścić krzywdy wyrządzone swej matce. Pokonują drużynę Likosa, zabijając go w walce, a Dirke przywiązują do dzikiego byka, który doprowadza do jej śmierci. Antiopa wraz z synami zasiedli na tronie tebańskim, gdzie żyli w szczęściu wzmacniając potęgę swego grodu.